# Stelis carnosilabia
Stelis carnosilabia är en orkidéart som först beskrevs av Alfonse Henry Heller och Alex Drum Hawkes, och fick sitt nu gällande namn av Alec M. Pridgeon och Mark W. Chase. Stelis carnosilabia ingår i släktet Stelis och familjen orkidéer. Inga underarter finns listade i Catalogue of Life.